# Giacomo Quarenghi
Giacomo Quarenghi (Bergamo, 1744. szeptember 20. vagy 21. – Szentpétervár, 1817. március 1.) orosz szolgálatban álló olasz építész, az orosz neo-palladianizmus nagymestere. Festőnek készült és Anton Raphael Mengs tanítványa volt Rómában, majd építész lett s nagyobb utazásokat tett. Sem Olaszországban, sem Nyugat-Európa egyéb országaiban nincsenek hiteles művei. Az ő tervei szerint építették meg többek közt a müncheni lovaglóiskolát. 1779-ben került II. Katalin orosz cárnő pétervári udvarába, ahol teljesen eloroszosodott. Pétervárott és környékén alkotta műveit, amelyekben nagyon tehetséges, nagy architektonikus érzékkel megáldott művésznek bizonyult.

## Főbb alkotásai

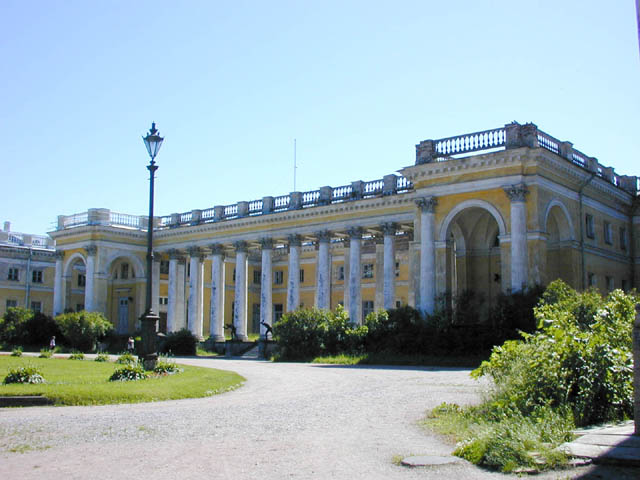
A Carszkoje Szeló-i Sándor-palota

- Ermitázs Színház
- A Carszkoje Szeló-i Sándor-palota
- Szmolnij Intézet